# Bilyï Bars Bila Tserkva
Le Bilyï Bars Brovary (en ukrainien : Білий Барс Бровари) est un club de hockey sur glace de Brovary en Ukraine. Il évolue dans la PKL, le ligue professionnelle ukrainienne.

## Historique
Le club est créé en 2007 sous le nom de Bars Brovary. En 2008, il est renommé Bilyï Bars Brovary. Lors de la saison 2013-2014, l'équipe est devenue le club-école du Donbass Donetsk qui évoluait en KHL.

## Palmarès
- Aucun titre.